# 本福尔德号驱逐舰
本福尔德号驱逐舰（USS Benfold (DDG-65)），或称“本福德”号驱逐舰，是美国海军阿利·伯克级驱逐舰（Arleigh Burke class）的第十五艘同级舰，属Flight I构型，以韓戰時為拯救袍澤的生命而捐軀的海军三级医务兵爱德华·克莱德·本福尔德（Edward C. Benfold）命名。
本福尔德号驱逐舰于1993年9月27日在密西西比州帕斯卡古拉的英戈尔斯造船厂（Ingalls Shipbuilding）安放龙骨，1994年11月9日下水，1996年3月30日服役，母港为加利福尼亚州圣迭戈海军基地。
1997年至1999年間在本艦擔任艦長的迈克尔·阿伯拉肖夫（Michael Abrashoff）將自己於艦長任內的管理與改革經驗寫成一本書《這是你的船：成功領導的技巧和實踐》（It's Your Ship: Management Techniques from the Best Damn Ship in the Navy）於2002年出版。
2016年8月8日，本舰曾对中国青島开展了为期5天的友好访问，解放军北海舰队大庆舰擔任陪訪艦，美国海军太平洋舰队司令斯考特·斯威夫特上将参加访问活动。美艦主要軍官遊覽了棧橋、五四廣場、青島市博物館、青島啤酒博物館等景點。並在青岛外海舉行編隊運動、海上搜救等科目聯合演習。
2021年7月起，本舰多次在台湾海峡、西沙群島、南沙群岛等地航行。作为应对措施，解放军东部战区、南部戰區通常组织海空兵力跟踪、监视和警戒，並予以警告驅離。美军则宣称進行航行自由作業，有时否認遭驅離。